# 南戲
南戲是中國戲曲史上最早成熟的戲劇類型，元朝流行於中國南方，為區別同時代的「北曲雜劇」，後人稱之為南曲戲文、溫州南戲或戲文。

## 歷史
南戲誕生於北宋、南宋交接年間的浙江溫州，故稱為「溫州雜劇」或「永嘉戲曲」。元朝末年發展到巔峰，明中葉後逐漸被新興的崑山腔所替代，並演化為明、清的主要戲劇——傳奇。 

### 起源
據明代祝允明的《猥談》記載：「南戲出於宣和之後，南渡之際，謂之溫州雜劇」。而徐渭在嘉靖三十八年（1559年）完成的《南詞敘錄》一書中記載：「南戲始於宋光宗朝，永嘉人所作《趙貞女》、《王魁》兩種實首之……其盛則自南渡，號曰『永嘉雜劇』，又曰『鶻伶聲嗽』。」
北宋時的溫州是繁榮的港口城市，南宋遷都臨安（今杭州）後商品經濟更加活躍。原本流行於農村民間的歌舞小戲和俚巷歌謠進入城市，業餘戲班也成為職業劇團。在吸取了市民中流行的民歌小調或諸宮調、雜劇的長處後，形成了一種新的戲曲形式。

### 發展
早期南戲的創作者多為民間的「書會才人」，文字比較俚俗，保留了不少坊巷舊名和方言土語。在宋代，南戲流行於民間，不為士大夫所重視，甚至遭到禁止。理學家朱熹任漳州知府時，也曾禁止當地戲曲演出。現存的南戲劇本大多已經過明代文人的修改。 
元代，南戲已走出溫州等東部地區，流行於中國各地。南曲北上與北劇南下，南北交流的機會大大增加。北方作家參與了南戲聲腔的改造和劇本的編寫，雜劇演員也加入了南戲的演出，南北戲文的交流，為南戲和雜劇都注入了新的活力。南戲也在這個時期得到了高度發展，現存二百多種南戲劇目，絕大部分是元代的作品。

### 尾聲
由元末至明嘉靖末年，南戲開始運用北曲，角色種類漸增，而文人雅士介入，最終使南戲轉型，成為傳奇。
自元末《琵琶記》後，南戲開始由民間的傳唱文學逐漸變為文人的創作。明代流行的南戲聲腔有海鹽腔、餘姚腔、崑山腔、弋陽腔，其中海鹽腔在明中葉前勢力最盛，弋陽腔長期流行於民間，直至清代；崑山腔在嘉靖間經過魏良輔改革後，成為文人士大夫的最愛。明代中葉以後，由崑山腔演唱的「傳奇」興盛，南戲在戲曲史上逐漸為傳奇所取代。

## 體制
「南曲戲文」跟宋、金的「北曲雜劇」有很大的不同，它在表演的體制與結構上都要比雜劇來得自由，可以根據劇情需要作不同選擇，具備了戲劇的特徵。
- 南戲的民間氣息較強烈，而文人的氣息較淡，多為反映家庭倫理問題的劇本。戲文的語言通俗，口語化，對出場人物的介紹方式有濃厚的話本小說痕跡。

- 劇本結構上，南戲沒有固定模式，時間和空間靠唱、念和舞蹈進行轉換，以人物的上下場為界，稱「齣」，可長可短，一個劇目可以是十幾「齣」，也可以多達四、五十「齣」，接連演上幾天。

- 曲調配合上，南戲沒有嚴密的宮調組織，可以由主角主唱，也可以由配角演唱，再結合幫唱、接唱、對唱及合唱等形式的唱法與賓白、科介等手段將矛盾衝突貫串整個劇情中心。

- 南戲的舞臺上，出現了「生」、「旦」、「丑」、「淨」、「末」、「外」、「貼」等角色分制。全劇圍繞「生」、「旦」正劇的表演展開故事情節，輔以「丑」、「淨」、「末」的插科打諢，這是中國戲曲史上最早且完備的行當分配制度。

## 劇目
自宋元以來，有名目留存的南戲共238種，有殘文佚曲流傳的約為130多種，但現有完整劇本流傳的僅19種。
《永樂大典戲文三種》中的《張協狀元》是現存最完整的早期南戲劇本，創於八百年前南宋時期的溫州「九山書會」，其開場的《滿庭芳》詞中寫道：「這番書會，要奪魁名。占斷東甌盛事，諸宮調唱出來因」。
元末明初流行的《荊釵記》、《劉知遠白兔記》、《拜月亭》和《殺狗記》合稱「四大南戲」，是南戲在元末明初的代表作品。
《琵琶記》是南戲發展的頂峰，由溫州瑞安人高則誠於元朝至正年間，依南宋流傳的《趙貞女蔡二郎》戲文編撰而成。《琵琶記》在中國戲劇史上被稱為「詞曲之祖」，是南戲時代與傳奇時代間的橋樑，對明代戲曲創作的影響非常深遠。
其餘有完整留本的南戲：《東窗記》、《破窯記》、《劉希必金釵記》。

## 重現於世
1920年代，當時在西歐遊學的中國學者葉恭綽在倫敦古玩店中發現了1900年八國聯軍侵華時散失國外的《永樂大典戲文三種》（包括《張協狀元》、《宦門子弟錯立身》、《小孫屠》三劇），是目前保存的最早、最為完整的南戲劇本。《永樂大典戲文三種》現存嘉靖重抄本，藏於台北國家圖書館。